# Granada Tipo 99
La Tipo 99 (九九式手榴弾 Kyūkyū-shiki Teryūdan?) fue una versión mejorada de la granada de mano de fragmentación Tipo 97 empleada por el Ejército Imperial Japonés y las Fuerzas Navales Especiales de Desembarco de la Armada Imperial Japonesa durante la Segunda Guerra Mundial.

## Historia y desarrollo
Poco tiempo después de suministrar la granada Tipo 97 a las tropas de primera línea, surgieron una serie de problemas. La inestabilidad e inexactitud de su espoleta hacía que la Tipo 97 sea una amenaza tanto para el lanzador como para el enemigo. Además, la Tipo 97 solo era una granada de mano y no podía emplearse como munición de lanzagranadas. En 1939, el Buró Técnico del Ejército desarrolló una versión mejorada para resolver estos problemas. 

## Diseño

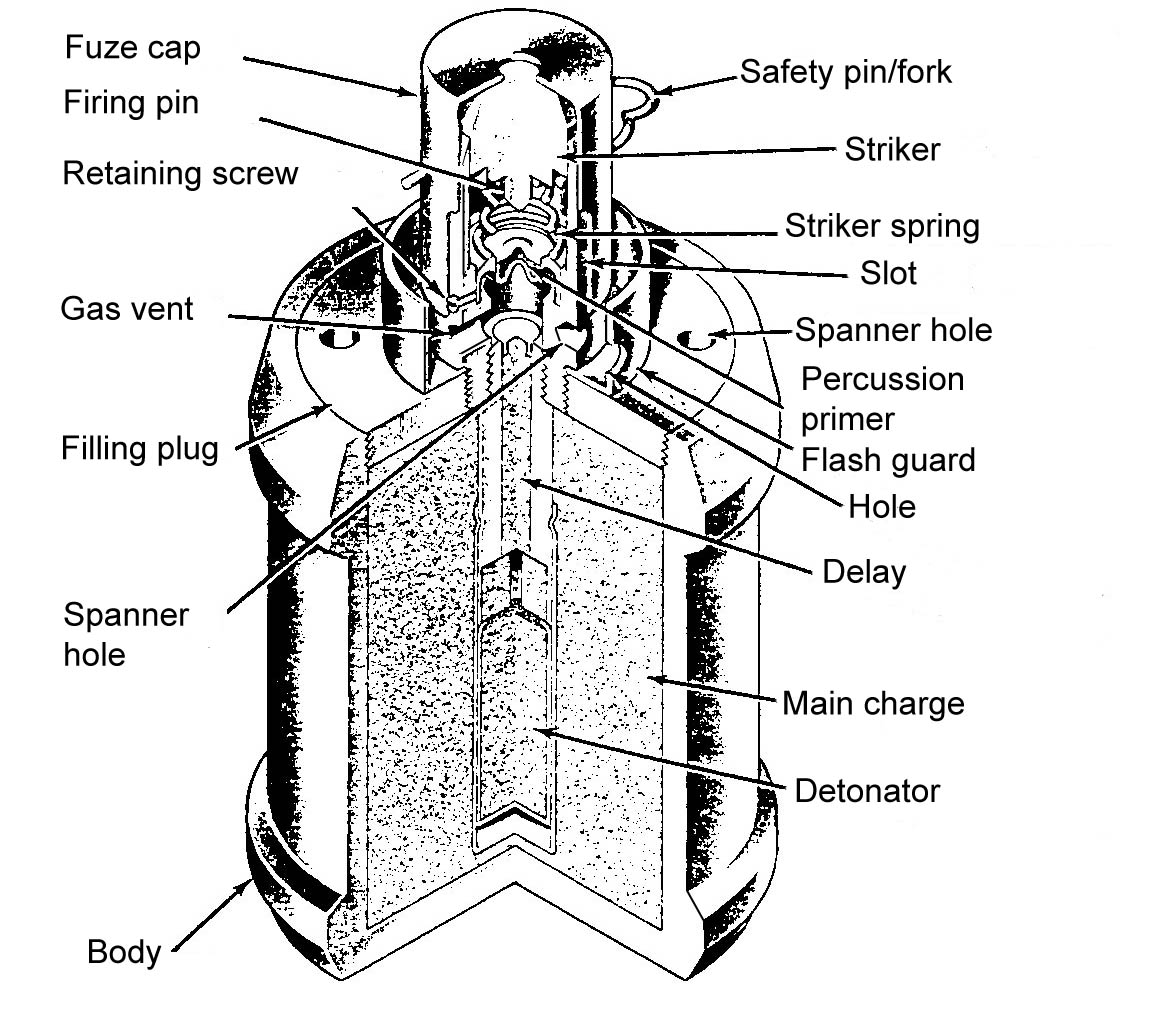
Corte esquemático de una granada Tipo 99.

La Tipo 99 podía lanzarse manualmente o ser disparada desde un lanzagranadas Tipo 100. Al contrario de las anteriores granadas Tipo 91 y Tipo 97, su carcasa no estaba segmentada sino que era lisa y tenía extremos convexos. También era ligeramente más pequeña que la Tipo 91.
Para accionarla, primero se sacaba el pasador de seguridad jalándolo de su cuerda y luego se golpeaba la cabeza de la espoleta contra una superficie dura, como una roca o un casco, para luego lanzarla inmediatamente. Ya que el percutor estaba integrado en la espoleta, no se necesitaba atornillar o desatornillar el retén del percutor como en los primeros modelos de granadas japonesas. La Tipo 99 también podía utilizarse como trampa cazabobos al retirarle el pasador de seguridad y situarla bajo una tabla floja o la pata de una silla.

## Historial de combate
La Tipo 99 fue suministrada como granada de mano y de fusil estándar a los soldados japoneses en la segunda guerra sino-japonesa y durante las diversas campañas de la Segunda Guerra Mundial. Los primeros ejemplares en llegar a manos de la inteligencia militar aliada fueron capturados en la Batalla de Kiska, en las Islas Aleutianas, de donde surgió el apodo "granada Kiska" entre los soldados estadounidenses.